# Čačvina
Čačvina je zřícenina hradu nedaleko města Trilj v Chorvatsku. Za dob osmanských válek sloužila tvrz jako strážné místo hranic Bosny. Nachází se v nadmořské výšce 705 metrů, osm kilometrů od města Trilj. Strategické umístění hradu umožňovalo kontrolu nad dopravou přes horskou pasáž cesty, která přechází přes Dinárské hory do Bosny. První písemná zmínka o hradu pochází z roku 1345.

## Historie
Kolem hradu vždy vedle cesta spojující Cetinskou oblast s městem Imotski na jihozápadě Bosny (dnes náleží město Chorvatsku).
V okolí hradu Čačvina se na okolních kopcích nachází i další zříceniny. Kolem hradu byly nalezeny pozůstatky keramických nádob, což dosvědčuje osídlení oblasti z předřímských dob, avšak nebyly zde nalezeny pozůstatky pravěkých staveb.
Jihovýchodně od pevnosti Čačvina, v průsmyku Priviji, rozdělujícím osady Horní a Dolní Čačvina, se dochovaly stopy starověké cesty rozbrázděné vyjetými kolejemi. Tato silnice byla postavena v polovině 1. století jako součást itineráře Salona-Argentaria a byla používána a udržována až do výstavby moderních silnic. Cesta vedla od mostu přes Cetinu u Trilje, po okraji Sinjského polje do Vedrinu, a pak stoupala přes Čačvinu, Vrpolje, Velić a Tijaricu směrem k osadám kolem dnešní přehrady Buško.
Několik lokalit a movitých památek, evidovaných u římské cesty, svědčí o intenzivním provozu na této části trasy v období starověku a středověku. Ve Velići byl nalezen milník, vztyčený za vlády cara Maksimina z Tračaninu (235–238). Z Čačviny pochází dnes ztracený oltář zasvěcený bohu Merkurovi.

#### Historie hradu
První písemné zmínky o hradu pochází z roku 1345, z dob vlády knížete Ivana Nelipčiće z Cetinje. V roce 1435 hrad zdědili Frankopani a v roce 1436 jej dostali Talovci. V polovině 15. století byl u moci vévoda Štěpán Vukčić Kosača a poté se k moci navrátili opět Talovci. V té době na Balkáně probíhala expanze Osmanů a hrad Čačvina byl jednou z klíčových obranných pevností pro ochranu Chorvatského království. Osmané nabídli Štěpánovi za pevnost 100 tisíc dukátů, ten však nabídku odmítl. V 16. století ale hrad už pod nadvládou Osmanů byl. Osmané hrad vlastnili do roku 1717, poté připadl Benátské Dalmácii.